# Gare de Caux
Gare de Caux vasútállomás Franciaországban, Caux településen.

## Vasútvonalak
Az állomást az alábbi vasútvonalak érintik:

## Kapcsolódó állomások
A vasútállomáshoz az alábbi állomások vannak a legközelebb: